# Campionati mondiali di nuoto in vasca corta 2010 - 200 metri dorso femminili
Le qualifiche per la finale si sono svolte la mattina del 17 dicembre 2010, mentre la finale si è svolta la sera dello stesso giorno.

## Medaglie
| Posizione | Atleta           | Paese       |
| --------- | ---------------- | ----------- |
| Oro       | Alexianne Castel | Francia     |
| Argento   | Missy Franklin   | Stati Uniti |
| Bronzo    | Yanxin Zhou      | Cina        |

## Record
Prima della manifestazione il record del mondo (RM) e il record dei campionati (RC) erano i seguenti:
| Record mondiale       | 2:00.18 | Shiho Sakai Giappone     | 14 novembre 2009 Berlino, Germania     |
| Record dei campionati | 2:00.91 | Kirsty Coventry Zimbabwe | 11 aprile 2008 Manchester, Regno Unito |

Durante la competizione non sono stati migliorati record.

## Risultati batterie
| Pos. | Atleta                     | Nazionalità                   | Tempo       | Batteria    | Corsia      | Note        |
| ---- | -------------------------- | ----------------------------- | ----------- | ----------- | ----------- | ----------- |
| 1    | Missy Franklin             | Stati Uniti                   | 2:03.26     | 3           | 3           |             |
| 2    | Alexianne Castel           | Francia                       | 2:03.51     | 5           | 4           |             |
| 3    | Yanxin Zhou                | Cina                          | 2:04.37     | 1           | 6           |             |
| 4    | Daryna Zevina              | Ucraina                       | 2:04.62     | 5           | 5           |             |
| 5    | Sharon Van Rouwendaal      | Paesi Bassi                   | 2:04.63     | 3           | 4           |             |
| 6    | Madison White              | Stati Uniti                   | 2:05.93     | 5           | 2           |             |
| 7    | Simona Baumrtova           | Rep. Ceca                     | 2:06.13     | 3           | 5           |             |
| 8    | Zsuzsanna Jakabos          | Ungheria                      | 2:06.50     | 3           | 6           |             |
| 9    | MARÍA Gonz. Ram. Fernanda  | Messico                       | 2:06.76     | 4           | 2           |             |
| 10   | Sinead Russell             | Canada                        | 2:06.99     | 5           | 6           |             |
| 11   | Maria Gromova              | Russia                        | 2:07.27     | 4           | 5           |             |
| 11   | Sophia Batchelor           | Nuova Zelanda                 | 2:07.27     | 5           | 3           |             |
| 13   | Miyuki Takemura            | Giappone                      | 2:08.43     | 4           | 3           |             |
| 14   | Ekaterina Avramova         | Bulgaria                      | 2:09.00     | 4           | 6           |             |
| 15   | Tianlongzi Xu              | Cina                          | 2:09.13     | 1           | 3           |             |
| 16   | Pernille Jessing Larsen    | Danimarca                     | 2:09.48     | 4           | 4           |             |
| 17   | Jessica Evelyn Pengelly    | Sudafrica                     | 2:11.25     | 4           | 1           |             |
| 18   | Martina Van Berkel         | Svizzera                      | 2:12.27     | 5           | 1           |             |
| 19   | Ting Chen                  | Taipei cinese                 | 2:13.04     | 3           | 7           |             |
| 20   | Isabella Arcila            | Colombia                      | 2:13.18     | 4           | 7           |             |
| 21   | Sarah Rolko                | Lussemburgo                   | 2:13.43     | 5           | 7           |             |
| 22   | Yulduz Kuchkarova          | Uzbekistan                    | 2:15.25     | 4           | 8           |             |
| 23   | Jeserik Pinto              | Venezuela                     | 2:16.95     | 2           | 4           |             |
| 24   | Carolina Alejandra Aguilar | Perù                          | 2:17.43     | 5           | 8           |             |
| 25   | Hazal Sarikaya             | Turchia                       | 2:18.45     | 3           | 2           |             |
| 26   | Elimar Barrios             | Venezuela                     | 2:18.90     | 3           | 8           |             |
| 27   | Mónica Ramírez             | Andorra                       | 2:19.32     | 2           | 5           |             |
| 28   | Iulia Olari                | Moldavia                      | 2:20.20     | 3           | 1           |             |
| 29   | Nicola Muscat              | Malta                         | 2:22.45     | 2           | 6           |             |
| 30   | Karen Vilorio              | Honduras                      | 2:24.15     | 2           | 3           |             |
| 31   | Talisa Lanoe               | Kenya                         | 2:24.30     | 2           | 1           |             |
| 32   | Sara Hyajna                | Giordania                     | 2:27.43     | 2           | 2           |             |
| 33   | Erica Man Wai Vong         | Macao                         | 2:33.00     | 1           | 4           |             |
| 34   | Cheyenne Rova              | Figi                          | 2:45.41     | 2           | 8           |             |
| 35   | Keanna Villagomez          | Isole Marianne Settentrionali | 2:58.74     | 1           | 5           |             |
|      | Kirsten Ann Lapham         | Zimbabwe                      | non partita | non partita | non partita | non partita |

## Finale
| Pos. | Atleta                | Nazionalità | Tempo   | Corsia | Note |
| ---- | --------------------- | ----------- | ------- | ------ | ---- |
|      | Alexianne Castel      | Francia     | 2:01.67 | 5      |      |
|      | Missy Franklin        | Stati Uniti | 2:02.01 | 4      |      |
|      | Yanxin Zhou           | Cina        | 2:03.22 | 3      |      |
| 4    | Daryna Zevina         | Ucraina     | 2:03.61 | 6      |      |
| 5    | Sharon Van Rouwendaal | Paesi Bassi | 2:04.10 | 2      |      |
| 6    | Simona Baumrtova      | Rep. Ceca   | 2:06.05 | 1      |      |
| 7    | Madison White         | Stati Uniti | 2:06.23 | 7      |      |
| 8    | Zsuzsanna Jakabos     | Ungheria    | 2:06.74 | 8      |      |